# The Streets of San Francisco
The Streets of San Francisco er en amerikansk krimiserie, som debuterede på tv USA i 1972 og blev sendt indtil sommeren 1977, hvor det sidste afsnit løb på tv-skærmen.
Seriens hovedroller spilles af Karl Malden og Michael Douglas.